# Sphaeriestes virescens
Sphaeriestes virescens is een keversoort uit de familie platsnuitkevers (Salpingidae). De wetenschappelijke naam van de soort werd in 1850 gepubliceerd door John Lawrence LeConte.